# Sorcerer (Album)
Sorcerer ist ein Jazz-Album von Miles Davis, das am 16. und 24. Mai 1967 aufgenommen und von Columbia Records im Jahr 1967 veröffentlicht wurde.

## Das Album
Sorcerer (dt. der Zauberer) war nach E.S.P. (1965) und Miles Smiles (1966) das dritte Studio-Album des sogenannten zweiten Miles Davis Quintetts. Die Kompositionen stammten, wie auch schon auf den Vorgängeralben, meist von Wayne Shorter, weitere steuerten die Bandmitglieder Tony Williams und Herbie Hancock bei. Das Album beginnt mit Shorters Prince of Darkness, das ein „sehr melodisches Thema“ aufweist und zuerst von den beiden Bläsern unisono vorgestellt wird; der Wiederholung durch das Tenorsaxophon Shorters setzt Miles Davis Themenvariationen entgegen: „Die sich daran anschließenden Soloimprovisationen sind rhythmisch ziemlich frei gestaltet und stehen im Zeichen des Wegspielens vom thematischen Motiv.“ In Tony Williams’ Slow Waltz Pee Wee wirkt Davis nicht mit; es ist ein Feature für die Balladenkunst Wayne Shorters, der das Stück „unter Ausnutzung multidimensionaler Notenschichtung […] einer sensiblen Variation der Tonfärbung, -lage, -struktur, und des Tonvolumens, die stellenweise an Stan Getz erinnert, [unterzieht].“ Das „mysteriöse, spanisch klingende“ Masqualero bezeichnet Wießmüller „als eine der fesselndsten Kompositionen, die Shorter geschrieben hat“. Es „verwandelt sich in Stimmung und Tempo von einer Ballade in ein beinahe völlig freies aggressives Stück.“ Der Titel bezeichnet eine indianische Kultfigur, „eine Art geistiger Führer, der seine naturreligiösen Erleuchtungen unter dem Einfluß 'natürlicher Drogen' herbeiführt.“ Mit diesem symbolischen Vergleich beschrieb Shorter Miles’ musikalische Funktion in diesem Quintett.
The Sorcerer schafft ein „einmaliges Ensemblefeeling der kollektiven Improvisation“ bildet den „überschnellen Abschluß“ der A-Seite der LP;
„die sehr komplexe und bopige Themamelodie wird zuerst vom Tenorsaxophon – Shorter phrasiert lakonisch gegen den fließend swingenden Rhythmus – vorgestellt. In der ersten Themawiederholung tritt etwa ab der Mitte Miles mit einer ungewöhnlichen Serie strudelnder Töne hinzu, während die zweite [Wiederholung] durchgehend unisono durchgespielt wird. Anschließend zaubern Shorter und Miles im fliegenden Wechsel einen sagenhaften Chase aus ihren Hörnern, wobei Tony Williams den Puls fast beliebig frakturiert und sozusagen ständig den akustischen Brennpunkt verschiebt.“
Auf der B-Seite der LP folgt das „chromatisch aufgebaute“ Limbo, das „durch ständig sich intensivierende Ensemblekommunikation“ glänzt. Es folgt die „prosaisch vorgetragene Ballade Vonetta“, in dem Miles Davis ein Solo mit ungewöhnlichen Intervallsprüngen hat, „die stark am melancholischen Eingangsmotiv orientiert sind.“ „Erst durch Hancocks romantische Klavierimprovisation wird deutlich, wie sehr hier die gesamte Gruppe auch von Ron Carters dynamischen Bassspiel lebt.“ Den Abschluss des Albums bildet eine zweiminütige „hübsche Vokalbeigabe Nothing Like You des Sängers und Komponisten Bob Dorough,“ den Davis am 21. August 1962 mit seinem Sextett aus Frank Rehak, Wayne Shorter, Paul Chambers und Jimmy Cobb und Willie Bobo begleitete.

## Rezeption
Wießmüller zählte die A-Seite der LP „zum Besten, was Miles je eingespielt hat, zumal sie den Eindruck einer suiten-artigen Aufreihung von Kompositionen erweckt, die biographische Züge des Leaders aus der Perspektive seiner Musiker tragen.“
Die Kritiker Richard Cook & Brian Morton verliehen dem Album im Penguin Guide to Jazz die zweithöchste Bewertung ebenso der Allmusic, wo Stephen Thomas Erlewine Sorcerer als ein Album des Übergangs bezeichnete, „eine stille, gedämpfte Angelegenheit, die selten heiß wird. […] Selbst wenn das Tempo anzieht, fehlt [dem Album] die Dichte und manische Energie auf Miles Smiles. […] Das Album weise in die Richtung der dichten Klanglandschaften von Miles' späterem Werk Ende der 1960er Jahre.“

## Die Titel
1. Prince of Darkness (W. Shorter)
2. Pee Wee (T. Williams)
3. Masqualero (W. Shorter)
4. The Sorcerer (H. Hancock)
5. Limbo (W. Shorter)
6. Vonetta (W. Shorter)
7. Nothing Like You (Bob Dorough) (1962)

## Trivia
Das Cover zeigt ein Foto von Davis’ damaliger Lebensgefährtin Cicely Tyson, die Jahre später (1981–1988) seine Ehefrau war.